# Новый Двор (Новодворский сельсовет, Минская область)
Новый Двор (бел. Но́вы Двор) — агрогородок в Минском районе Минской области Республики Беларусь. Административный центр Новодворского сельсовета.

## Расположение и транспорт
Агрогородок расположен на возвышенных берегах реки Свислочь, в 3 км юго-восточнее МКАД. В 300 м на северо-восток от Нового Двора начинается промышленный узел Шабаны. На территории агрогородка пересекаются автодороги местного значения Н9034 и Н9050, имеется круговой перекрёсток с интенсивным движением. Общественный транспорт представлен (по состоянию на октябрь 2018 года) городскими автобусными маршрутами 5д, 85с, 108, 108д, следующими из Минска в Гатово и Михановичи, автобусом 176э (ДС Серова — ДС Шабаны), а также пригородными автобусными маршрутами 312 и 316. Восточную часть агрогородка пересекает электрифицированная железнодорожная ветка Михановичи—Колодищи, пассажирское движение по которой отсутствует.

## История

### Период Великого княжества Литовского
Новый Двор впервые упоминается в 1553 году как часть имения Гатово, принадлежавшего Слушкам. Вошла в состав великого княжества Литовского в 1567 году в составе Минского повета Минского воеводства. В 1590—1600 годах село стало центром усадьбы где проживало 10 боярский семей а в 1667 уже 41 семья. В 1720 году село сменило собственника, им стал Храптович, а в 1772 Прушинский.

### В составе Российской империи
В результате второго раздела Речи Посполитой село вошло в состав Российской империи и к 1800 году было в составе минского уезда минской губернии. В этот период была построена церковь Михаила архангела. А также сохранилась водная мельница и суконная фабрика со времён владения селом Прушинскими. С 1815 года Селом владела Грушвицкая а имением Протасевич. В 1890 году в селе была открыта гимназия а в 1897 году деревенская корчма. Известно что на момент 1917 года в селе была общеобразовательная школа.

### Советский и современный период
С конца февраля 1918 года территория села находилась под контролем армии Германской империи. С 25 марта 1918 года в составе Белорусской Народной Республики а с декабря 1918 года под контролем красной армии. С 1 января 1919 года согласно решению I Съезда КП(б)Б вошла в состав Советской Белоруссии. А с 27 января 1919 года в состав ЛитБелССР. Во время советско польской войны было под контролем Польши. С 31 июля 1920 года вернулось под контроль советской власти в составе Белорусской ССР.
С 20 августа 1924 года административно стало входить в состав Новодворского сельсовета Самохваловичского района минской области. В 30 ые годы были созданы колхоз красный кооператор, действовали кузница и столярная мастерская. в резултате административных реформ 30 с 18 января 1931 по по 26 мая 1935 года подчинялся минскому городскому совету. А с 20 февраля 1838 года село вошло в состав минской области. В ходе политических репрессий 30 годов пострадали минимум 2 жителя села.
Во время второй Мировой войны было оккупированно немецкими войсками с июня 1941 по июль 1944 года. В ходе чего были сожжены три двора и погиб 51 житель.
С 16 июля 1954 года стало входить в гатовский сельсовет. А с 20 января 1960 года стало центром Новодворского сельсовета. С 1997 года центр совхоза «Свитанье» В 2009 году деревня Новый Двор преобразована в агрогородок.

## население
- XVIII век:
  - 1772 — 27 дворов, 131 жителей
  - 1800 — 42 дворов, 243 жителей
- XIX век:
  - 1897 — 47 дворов, 330 жителей; имение — 2 двора, 59 жителей
- XX век:
  - 1917 — 46 дворов, 292 жителей; имение — 1 двор, 50 жителей
  - 1941 — 39 дворов, 150 жителей
  - 1997—317 гаспадарак, 1164 жителя
- XXI век:
  - 2010—1133 жителей

## Социально-культурные объекты
- Усадьба Бунге[бел.] — памятник архитектуры (первая половина XIX века). В настоящее время в здании размещается православный храм архангела Михаила.
- Сельский исполнительный комитет.
- Новодворский центр традиционной культуры[5].
- ГУО «Новодворская средняя школа Минского района»[6].
- ГУО «Новодворский ясли-сад»[7].
- Служба быта Минского районного комбината бытового обслуживания — комплексный приёмный пункт «Новый Двор».
- Амбулатория[8]

В западной части агрогородка строится новая церковь.